# Stefano Paleari
Stefano Paleari (Milano, 24 gennaio 1965) è un ingegnere italiano.
Professore di Analisi dei Sistemi Finanziari e Public Management presso Università degli Studi di Bergamo. Successivamente divenuto rettore della stessa Università e Presidente della Conferenza dei Rettori delle Università italiane.  
È stato Commissario Straordinario di Alitalia dal 2 maggio 2017 al 6 dicembre 2019.

## Biografia
Nato a Milano il 24 gennaio 1965, Stefano Paleari si è laureato con Lode in Ingegneria Nucleare presso il Politecnico di Milano nel 1990.
Dal 2001 è professore ordinario in Analisi dei Sistemi Finanziari presso l'Università degli Studi di Bergamo.
Dal 2006 al 2016 è stato Direttore scientifico di ICCSAI (International Center for Competitiveness Studies in the Aviation Industry).
Da aprile a giugno 2006 è stato Visiting scholar alla CASS Business School di Londra.
Dal 2009 al 2012 è stato esaminatore esterno nel Master of Science del corso di Air Transport Management della Cranfield University, in Gran Bretagna.
Dal 2009 è Airneth Academic Fellow e membro dell'Airneth Scientific Board, gruppo internazionale degli accademici più rappresentativi nel campo del trasporto aereo.
Dal 2009 al 2015 è stato Rettore dell’Università degli Studi di Bergamo.
Dal 2011 al 2013 è stato membro della giunta e segretario generale della CRUI (Conferenza dei Rettori delle Università Italiane). 
Dal 2013 al 2015 è stato Presidente della CRUI.
Dal 2013 al 2017 è stato membro del board EUA (European University Association).
Da ottobre 2015 è direttore scientifico del gruppo di ricerca HERe nell’ambito dell’accordo di collaborazione tra CRUI (Conferenza dei Rettori delle Università italiane) e Università degli Studi di Bergamo sullo studio della governance dei sistemi di higher education.
Da luglio 2015 è consigliere d'amministrazione indipendente per LU-VE, società quotata in borsa, leader mondiale nella produzione di scambiatori di calore.
Dal gennaio 2016 è membro del Comitato d’indirizzo dell’Istituto Toniolo, ente fondatore e promotore dell’Università Cattolica del Sacro Cuore di Milano.
Nel giugno 2016 è stato visiting scholar presso il Max Planck institute for the History of Science di Berlino.
Dal luglio 2016 è membro del Coordinating Council  for Higher  Education of Portugal, organo consultivo del Ministro della Scienza, della Tecnologia e dell’Università portoghese. 
Da novembre 2016 a maggio 2018 è stato Presidente del Comitato di coordinamento di Human Technopole Archiviato il 5 luglio 2018 in Internet Archive.
Da maggio 2017 al 6 dicembre 2019 è stato Commissario straordinario di Alitalia, su nomina del Ministero dello sviluppo economico.
Da marzo 2021 all'ottobre 2022 è Consigliere della Ministra per l'Università e la Ricerca Cristina Messa, per l'attuazione del Piano Nazionale di Ripresa e Resilienza. Dall'ottobre 2022 assume lo stesso incarico per la Ministra dell'Università e della Ricerca Anna Maria Bernini.

## Riconoscimenti
L'11 marzo 2016 gli è stata conferita la laurea honoris causa in economia all'Università degli Studi "Mediterranea" di Reggio Calabria.
Il 29 maggio 2016 gli è conferito il Premio Rosa Camuna 2016, attribuito dalla Regione Lombardia alle persone che si sono particolarmente distinte nel contribuire allo sviluppo economico, sociale, culturale e sportivo della Regione.
Nel 2016 gli è conferito il “Pearson Prize” per il paper “How Do Underwriters Select Peers When Valuing IPOs?”, del quale è autore con Andrea Signori e Silvio Vismara, riconosciuto come miglior contributo pubblicato nei due anni precedenti sulla rivista “Financial Management”.
Nel 2019 è stato nominato consultore del Pontificio consiglio della cultura.